# Биби Ханум Астарабади
Биби Ханум Астарабади (перс.  بی بی خانم استرآبادی) (1858/59-1921) била је иранска списатељица , сатиричарка и једна од пионирки женског покрета у Ирану. Као њен највећи успех сматра се отварање прве модерне школе за девојчице у Ирану.

## Биографија
Њена мајка Кадија , и сама образована жена, била је задужена за образовање деце на двору каџарског монарха Насерудин-шаха и пратилац једне од његових супруга. Након развода њених родитеља Биби Ханум је живела са својим оцем све до удаје за Мусу Хана Вазирија, командира у Персијској козачкој бригади, у њеној 22. години. Они су имали седморо деце, али брак ипак није опстао због неверства, како је касније написала Биби Током и пре иранске уставне револуције 1906. године  Биби је била једна од кључних личности у борби за права жена. Крајем 19. века доласком Музаферудин-шаха на власт у Ирану почињу да се отварају модерене школе за дечаке. Биби тада добија идеју да отвори школу за девојчице. Коначно 1906. године добија дозволу власти да отвори школу која је под називом Школа за девојчице основана 1907. године у њеној кући у Техерану. Због противљења свештенства школа је затворена, али се Биби није предавала и након разговора са министром просвете успела је да се избори за поновно отварање школе. Међутим морала је да из назива школе избаци реч девојчице и да ограничи узраст на девојчице између 4 и 7 година. Школа је постала нека врста предшколске установе. После је основала и сиротиште  за девојчице.

## Дело
Осим бројних чланака у којима је заступала права девојака на универзално образовање, написала је књигу Недостаци мушкараца која је објављена 1895. године. Књига је критички одговор на анонимно написану књигу Дисциплиновање жена из 1891. године.